# Hylocereeae
Hylocereeae — триба рослин родини кактусових. Ростуть у тропічних лісах Центральної Америки. На відміну від більшості кактусових вони бувають в'юнкими рослинами та епіфітами. За класифікацією Міжнародної організації з вивчення сукулентних рослин, ця триба включає шість родів.
Фотосинтез відбувається в плоских стеблах рослин цієї триби, що позбавлені листя. Відносно великі квітки розміщені по боках стебел, у багатьох видів вони відкриваються вночі. Рослини під назвою «гібриди епіфіллума» або «epiphyllums» поширені як кімнатні рослини завдяки своїм квітам. Вони є гібридами різних видів цієї триби, особливо таких як disocactus, pseudorhipsalis і selenicereus, рідше epiphyllum, хоча й мають назву останнього виду.

## Роди
Міжнародна Організація з вивчення сукулентних рослин розрізняє шість родів усередині цієї триби:
- Disocactus Lindl. — включає Aporocactus, Nopalxochia
- Epiphyllum Haw.
- Hylocereus (A.Berger) Britton & Rose
- Pseudorhipsalis Britton & Rose
- Selenicereus (A.Berger) Britton & Rose
- Weberocereus Britton & Rose

Гібрид Disocactus та Epiphyllum називають Disophyllum Innes.